# Владивостокское коммерческое училище
Владивостокское коммерческое училище — бывшее учебное заведение во Владивостоке. Историческое здание училища на улице Суханова, построенное в 1910—1913 годах по проекту архитектора Сергея Венсана, является объектом культурного наследия Российской Федерации.

## История
К началу XX века во Владивостоке было одно высшее учебное заведение, три полных средних, одно профессиональное и несколько начальных школ. В первом десятилетии XX века было возведено здание городской женской гимназии, улучшено городское Николаевское училище, расширены существующие и открыты новые школы в Рабочей слободке и на Китайской улице. В 1909 году было решено возвести здание коммерческого училища. Для строительства попечительский совет принял решение объявить Всероссийский конкурс проектов, обратившись к Петербургскому обществу архитекторов. Однако, сроки строительства не позволили провести полномасштабный конкурс и Совет решил воспользоваться проектом инженера В. А. Плансона. Автор переделывал проект несколько раз, но не смог, в конечном счёте, удовлетворить запросы попечительского совета. По этой причине, в 1911 году было решено провести новый конкурс среди дальневосточных архитекторов с объявлением первой премии в размере 700 руб. и второй — 300 руб.
На конкурс было представлено восемь проектов, из них два внеконкурсных — инженера Г. Р. Юнгхенделя и гражданского инженера В. А. Плансона. Победил на конкурсе проект «Звезда», выполненный гражданским инженером Сергеем Александровичем Венсаном, ему же была присуждена первая премия.
Для строительства коммерческого училища была выделена территория площадью 3173,7 кв. сажень (14 440 м²), расположенная в центральной части Владивостока на пересечении улиц Нагорной и Петра Великого. Изначально территория состояла из трёх отдельных участков, принадлежащих Министерству финансов, Министерству народного просвещения и городу. Среди достоинств участка выделяли его возвышенное положение, прекрасные виды на юг и запад, бухту Золотой Рог и Амурский залив, отсутствие возможности застроить соседние участки, что могло бы затемнить училище или изменить красивый вид из окон. Под руководством подрядчика О. Е. Никлевича были проведены крупные земляные работы: был целиком срезан склон, вырыт артезианский колодец, насыпана самая большая среди всех учебных заведений города дворовая площадка.
Строил здание подрядчик — инженер О. Е. Никлевич, предложивший наименьшую сумму за работу — 355 000 руб. Торжественное открытие и освящение коммерческого училища состоялось 1 октября 1913 года.
С 1939 по 1956 годы в училище разместилось Управление Народного комиссариата внутренних дел по Приморской области. Все ценные детали интерьера и оборудования сняли, планировка претерпела значительные изменения. В обширном цоколе, в подсобке, организовали камеры допроса и ареста задержанных, а подвал разделили на несколько небольших камер для заключённых.
С сентября 2021 года в здании размещается Университет прокуратуры РФ.

## Известные выпускники
В коммерческом училище учились:

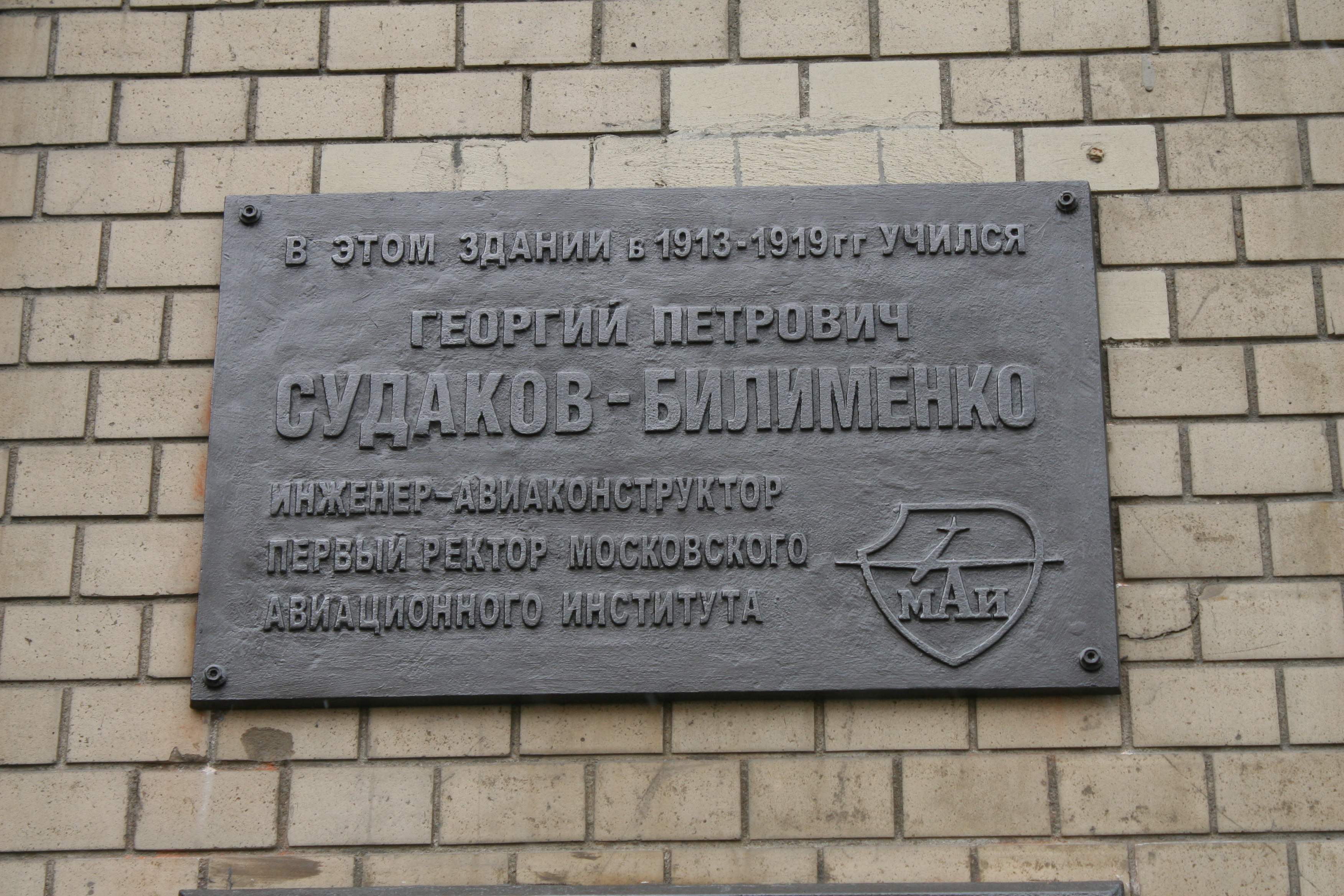
Мемориальная доска Г. П. Судакову-Билименко на здании.

- Фадеев, Александр Александрович, известный советский писатель, автор романов «Молодая гвардия», «Разгром». В 1946—1954 г. был Генеральным секретарем и председателем правления Союза писателей СССР.
- Судаков-Билименко, Георгий Петрович первый ректор Московского авиационного института, директор Высшего Аэромеханического училища (ВАМУ)